# Kohei Isa
Kohei Isa (født 23. november 1991) er en japansk fodboldspiller, som spiller for den japanske fodboldklub Oita Trinita.